# Uruapan, Puebla
Uruapan är en ort i Mexiko.   Den ligger i kommunen Ayotoxco de Guerrero och delstaten Puebla, i den sydöstra delen av landet, 190 km öster om huvudstaden Mexico City. Uruapan ligger 249 meter över havet och antalet invånare är 204.
Terrängen runt Uruapan är huvudsakligen kuperad, men den allra närmaste omgivningen är platt. Runt Uruapan är det tätbefolkat, med 356 invånare per kvadratkilometer. Närmaste större samhälle är Ciudad de Cuetzalan, 14,4 km sydväst om Uruapan. Omgivningarna runt Uruapan är en mosaik av jordbruksmark och naturlig växtlighet.